# Johanna Charlotta av Anhalt-Dessau
Johanna Charlotta av Anhalt-Dessau, tyska: Johanna Charlotte von Anhalt-Dessau, född 6 april 1682 i Dessau, död 31 mars 1750 i Herford, var regerande furstabbedissa av Stift Herford mellan 1729 och 1750.

## Biografi
Hon var dotter till furst Johan Georg II av Anhalt-Dessau. Genom sitt äktenskap 1699 med markgreve Filip Vilhelm av Brandenburg-Schwedt (1669–1711) blev hon markgrevinna av Brandenburg-Schwedt.

## Familj
Den 25 januari 1699 gifte hon sig med markgreve Filip Vilhelm av Brandenburg-Schwedt (1669–1711), son till kurfurst Fredrik Vilhelm I av Brandenburg. I äktenskapet föddes följande barn:
- Fredrik Vilhelm (1700–1771), markgreve av Brandenburg-Schwedt, gift 1734 med prinsessan Sofia av Preussen (1719–1765)
- Friederike Dorothea Henriette (1700–1701)
- Henrietta Maria (1702–1782), gift 1716 med arvfursten Fredrik Ludvig av Württemberg (1698–1731)
- Georg Vilhelm (född och död 1704)
- Fredrik Henrik (1709–1788), markgreve av Brandenburg-Schwedt, gift 1739 med furstinnan Leopoldine av Anhalt-Dessau (1716–1782)
- Charlotte (1710–1712)